# 인천사리울중학교
인천사리울중학교는 대한민국 인천광역시 남동구 논현동에 있는 공립 중학교이다.

## 학교 연혁
- 2011년 3월 1일 : 인천사리울중학교 24학급 인가 설립, 인천사리울중학교 개교
- 2011년 3월 1일 : 초대 이재숙 교장 취임
- 2011년 3월 2일 : 신입생 10학급 328명 남 154명, 여 174명
- 2013년 2월 7일 : 제1회 졸업장 수여식 (118명)
- 2023년 9월 1일 : 제5대 윤현문 교장 취임
- 2024년 2월 7일 : 제12회 졸업장 수여식 (238명 남 107명, 여 131명)
- 2024년 3월 4일 : 신입생 8학급 258명 남 140명, 여 118명

## 참고 자료
- 인천사리울중학교 - 한국교육학술정보원 학교알리미